# Polar Onyx
Polar Onyx — багатоцільове судно для виконання глибоководних робіт, до задач якого відносяться:
- прокладання гнучких трубопроводів (з'єднувальних трубопроводів (flowline) та допоміжних комунікацій, призначенням яких є дистанційне управління, подача електроенергії тощо (umbilical));
- будівельні роботи;
- здійснення операцій з обслуговування та ремонту (inspection, maintenance and repair, IMR).

## Характеристики

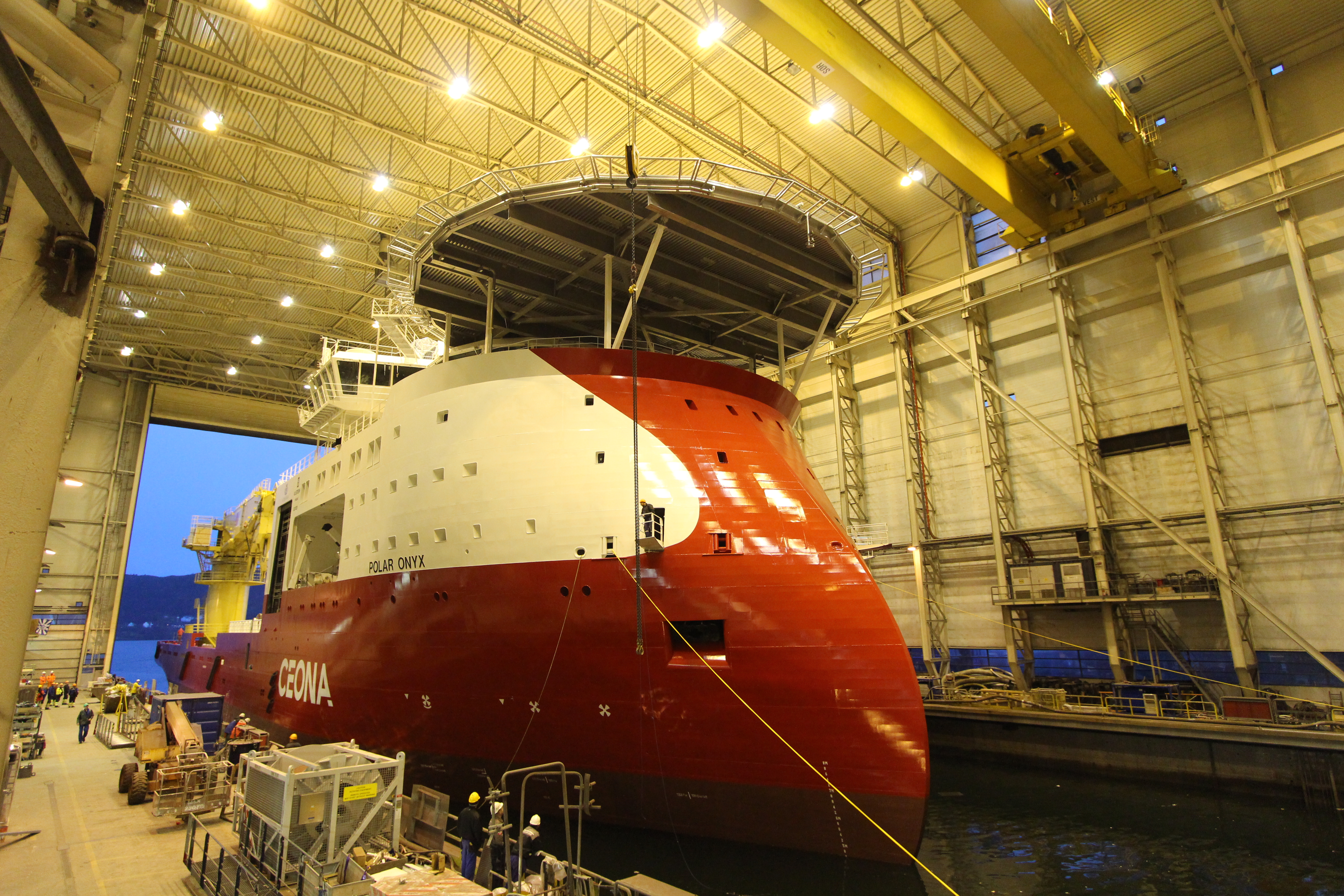
Судно на верфі Ulstein Verft

Судно спорудили у 2013 році на норвезькій верфі Ulstein Verft для місцевої компанії GC Rieber Shipping. Після цього весною 2014 у нідерландському Східамі плавучий кран великої вантажності Matador 3 змонтував на Polar Onyx трубоукладальну вежу, виготовлену компанією Huisman.
Судно здатне здійснювати будівельні роботи та провадити укладання гнучких труб діаметром від 50 до 630 мм на глибинах до 3000 метрів. Воно обладнане краном вантажністю 250 тонн та трубоукладальною вежею з показником 275 тонн, при цьому роботи провадяться через центральний люк (moonpool) розміром 8х8 метрів. Робоча палуба судна площею 1700 м2 розрахована на розміщення 5800 тонн вантажу з максимальним навантаженням 10 т/м2. Гнучкі труби розміщуються на каруселі місткістю 2000 тонн.
Polar Onyx має два дистанційно керовані підводні апарати (ROV), здатні виконувати завдання на глибинах до 3000 метрів. Для них призначений другий центральний люк розміром 4,9х5 метрів.
Пересування до місця виконання робіт здійснюється з максимальною швидкістю до 15 вузлів (операційна швидкість 13,5 вузла), а точність встановлення забезпечується системою динамічного позиціювання DP3. Силова установка складається з шести двигунів потужністю по 2,88 МВт.
На борту наявні каюти для 130 осіб. Доставка персоналу та вантажів може здійснюватись з використанням гелікоптерного майданчика судна діаметром 20,9 метра, розрахованого на прийом машин з вагою до 12,8 тонни.

## Завдання судна
У 2014 році, одразу після завершення, судно законтрактували для робіт біля узбережжя Бразилії в інтересах компанії Petrobras.
У січні 2016-го Polar Onyx відправили до узбережжя Нігерії, де воно прокладало різноманітні комунікації (газопроводи, двофазні з'єднувальні трубопроводи, лінії для закачування води тощо) на нафтовому родовищі Агбамі, яке розробляє компанія Chevron.
У середині того ж року воно відійшло до узбережжя Анголи для прокладання трубопроводів та виконання будівельних робіт.
На початку 2018-го судно спрямували до узбережжя Гани, де воно замінило багатоцільове судно Dina Star. За контрактом, до березня 2021 року Polar Onyx провадитиме інспекційні та внутрішньосвердловинні операції на нафтогазових родовищах Джубілі і Твенебоа-Ен'єнра-Нтомме.